# 毛穗马先蒿
毛穗马先蒿（学名：Pedicularis dasystachys）是列当科马先蒿属的植物。分布在俄罗斯、蒙古以及中国大陆的新疆等地，多生于盐碱性和浸水的草地上，目前尚未由人工引种栽培。